# Духовець (Ворошневська сільрада)
Духовець (рос. Духовец) — хутір в Курському районі Курської області Російської Федерації.
Населення становить 190 осіб. Входить до складу муніципального утворення Ворошневська сільрада.

## Історія
Населений пункт розташований на території українського етнічного та культурного краю Східна Слобожанщина.
Від 2004 року входить до складу муніципального утворення Ворошневська сільрада.

## Населення
| 2002 | 2010 |
| ---- | ---- |
| 205  | ↘190 |